# Beijing BJ210
Der Beijing BJ210 ist ein Geländewagen der Marke Beijing. 

## Beschreibung
Hersteller war Beijing Automobile Works aus der Volksrepublik China. Bauzeit war von 1961 bis 1965.
Ein Vierzylinder-Ottomotor mit 2445 cm³ Hubraum und 69 PS treibt die Fahrzeuge an. Das Getriebe hat drei Gänge.
Der Radstand beträgt 2050 mm. Das Fahrzeug ist 3427 mm lang, 1500 mm breit und mit Verdeck 185 mm hoch. Das Leergewicht ist mit 1300 kg angegeben.

## Weiteres
Tianjin Auto Works setzte von 1966 bis in die 1970er Jahre die Produktion unter eigenem Markennamen fort.